# Synchlora astraeoides
Synchlora astraeoides är en fjärilsart som beskrevs av W. Warren 1901. Synchlora astraeoides ingår i släktet Synchlora och familjen mätare. Inga underarter finns listade i Catalogue of Life.